# Shattered Dreams
"Shattered Dreams" é uma música do grupo inglês Johnny Hates Jazz. Escrita pelo vocalista da banda Clark Datchler, sua estreia com uma grande gravadora foi um sucesso no mundo todo.
"Shattered Dreams" entrou no UK Singles Chart em março de 1987, na posição #92, mas ganhou popularidade através de vasta exposição via rádio e também na MTV, subindo rapidamente nas paradas e assim alcançando a posição #5 em maio de 1987, posição na qual passou 3 semanas, de um total de 16 semanas na tabela. Tornou-se um hit top 20 em toda a Europa, e chegou até o top 10 em alguns países.
A canção saiu-se ainda melhor no ano seguinte, nos EUA. Ali, "Shattered Dreams" foi lançado no começo de 1988, com um videoclipe totalmente diferente, filmado inteiramente em preto-e-branco e dirigido por David Fincher, a quem Datchler de fato preferia. O single ficou na posição #1 da Billboard Adult Contemporary chart durante uma semana e na posição #2 por três semanas não-consecutivas na Billboard Hot 100 chart de todos os gêneros. Um remix club midtempo da faixa foi lançado em vinil 12".
A revista Billboard classificou "Shattered Dreams" como a música #26 do ano de 1988, em sua edição de 31 de dezembro.